# ゴパック (小銃)
ゴパック(ウクライナ語: Гопак Гвинтiвка оперативна портативна на базi АК AKを元にした実用的携帯小銃の意)とはウクライナの国営企業"ウクロボロンプロム"傘下のマヤク工廠でAKMをベースとして開発された小銃である。

## 開発
ゴパックは2015年9月22~25日にキエフで開催された「アームズ&セキュリティー-2015」にて初めて公開された。2018年現在ゴパックはウクライナ軍によって試験中であり採用される可能性が高いとされている。

## 構成
基本的にはAKMのレシーバーを流用して換装する方法で生産される。そのためかなり低コストかつ短時間で量産することができる。ガスブロックはすべて取り除かれ自動射撃はできないよう変更されており射撃するたびにコッキングレバーを操作する必要がある。そのため操作しやすいようコッキングレバーがT字型のものに変更されている。リアサイトはピカティニーレールに変更されており公開された際にはシュミット&ベンダー製のスコープが取り付けられている。銃床はPKMのものに変更されおり、グリップとともに独自の焦茶色のポリマーで構成されている。銃身にはRPKから流用された二脚が取り付けられており銃口には150mmの取り外し可能なサプレッサーが取り付けられている。使用弾薬は7.62×39mm弾のままのため特殊な低速弾などを使用しなければそれほど消音性はない。マガジンは通常AKM同様の30連、10連、5連のものを使用する。
後年に公開された改良モデルでは銃床はAR-15タイプの伸縮調整可能銃床に変更され、二脚を伸縮調整可能なものに変更している。また全体に緑を基調とした迷彩が塗装されている。